# LED 조명

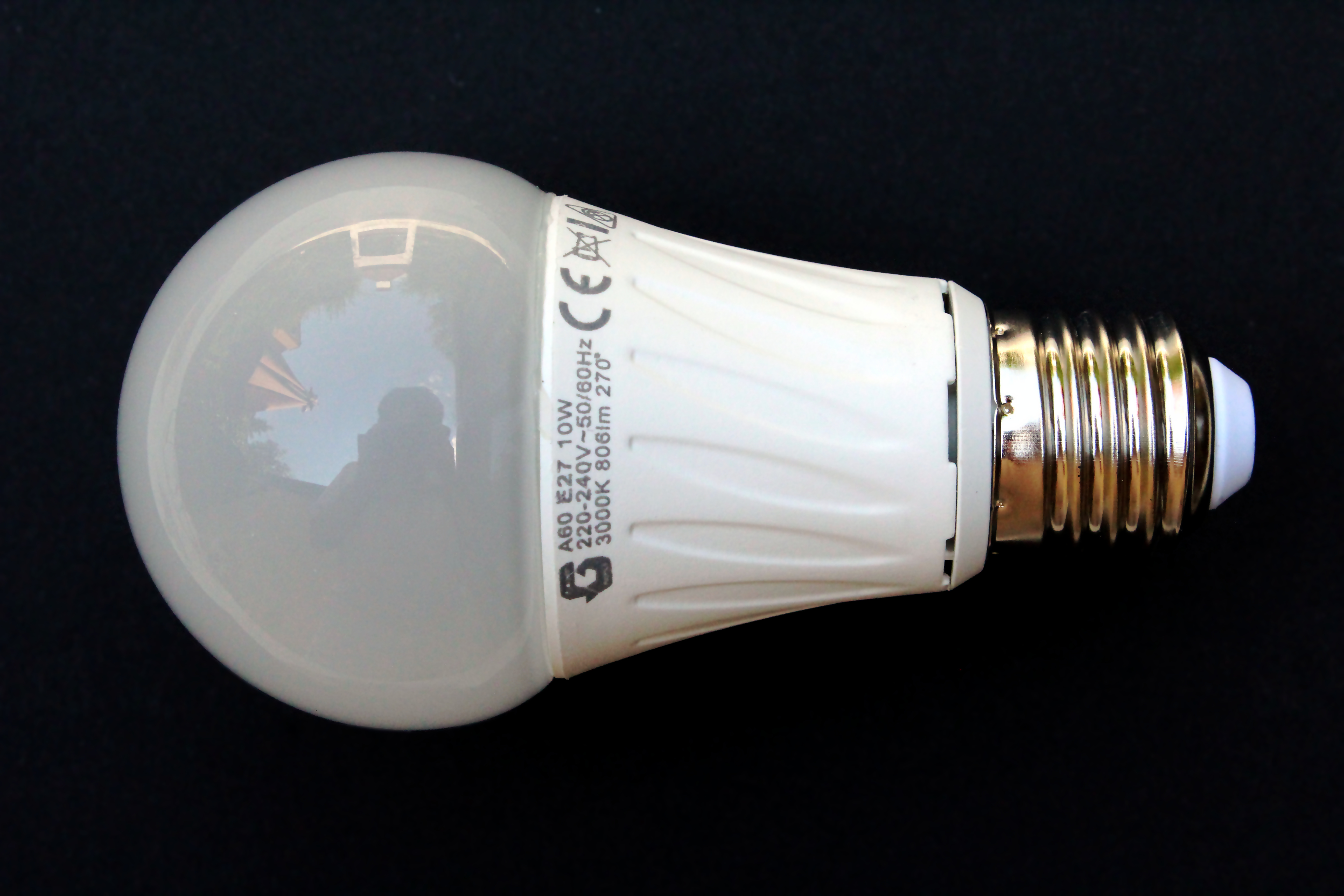
230 볼트 LED 전구

LED 조명은 발광 다이오드 (LED)를 이용한 조명기구이다.
LED를 사용하고 있기 때문에, 저전력 및 장수명 등의 특징을 가진다. 정격 범위 내에서 사용하는 한 발광 소자 자체는 비교적 긴 수명이며, 열에 의한 열화가 수명 결정 요인이 된다.
LED 조명은 수명과 전기 효율이 백열등보다 몇 배 이상 가장 높으며 대부분의 형광등보다 훨씬 효율적이다.

## 같이 보기
- LED 디스플레이
- 광원 목록
- 럭스
- 고태 조명
- 분광학